# Hiroki Iikura
Hiroki Iikura (Aomori, 1 juni 1986) is een Japans voetballer.

## Carrière
Hiroki Iikura speelde tussen 2005 en 2006 voor Yokohama F. Marinos en Rosso Kumamoto. Hij tekende in 2007 bij Yokohama F. Marinos.